# Jurij Romanjuk
Jurij Ivanovyč Romanjuk (in ucraino Юрій Іванович Романюк?; Oblast' di Volinia, 6 maggio 1997) è un calciatore ucraino, centrocampista del Karpaty L'viv.

## Caratteristiche tecniche
È un esterno destro.

## Carriera
Cresciuto nel settore giovanile del Volyn', ha esordito in prima squadra il 20 marzo 2016 in occasione del match di campionato pareggiato 1-1 contro l'Olimpik Donec'k.